# 毛果橙舌狗舌草
毛果橙舌狗舌草（学名：Tephroseris rufa var. chaetocarpa）为菊科狗舌草属下的一个变种。

## 扩展阅读
- 維基物種上的相關：毛果橙舌狗舌草